# Adam Kamiński (Autor)
Adam Kamiński (* 1978 in Gdynia) ist ein polnischer Dichter, Schriftsteller, Dramatiker und Literaturkritiker.

## Biografie
Er ist der Autor zahlreicher Kurzgeschichten, die unter anderen in den literarischen Zeitschriften „Twórczość“, „Pogranicza“, „Tytuł“, „Rzeczpospolita Kulturalna“ veröffentlicht wurde.
Als Dichter debütierte er im Jahr 2000 mit dem Gedicht Stąd, czyli z Raju. Im Jahr 2006 veröffentlichte er seine erste Sammlung von Kurzgeschichten. Im Jahr 2008 kam das zweite Buch, das Prosawerk Kapłanka. Die Geschichten der beiden Bände wurden ins Englische übersetzt. Am 15. Juni 2007 wurde im polnischen Radio-Programm sein Debüt-Hörspiel ausgestrahlt und in ausgewählten polnischen Radio Theatern umgesetzt. Am 4. November wurden im polnischen Radio Program III andere neue Hörspiele ausgestrahlt. Er ist Co-Gründer und geschäftsführender Herausgeber der vierteljährlichen Zeitschrift „Closer“. Im Jahr 1999 gewann er den vierten Wettbewerb der Poesie, „O Złote Pióro Sopotu“.

## Werke
- 2000: Stąd, czyli z Raju
- 2006: Sam
- 2008: Kapłanka